# Historiador
Historiador é um indivíduo que estuda e escreve sobre a história e é considerado uma autoridade neste campo. Historiadores se preocupam com a narrativa contínua e metódica, e também com a narrativa que pode ser descontínua e subjetiva, bem como a pesquisa dos eventos passados relacionados ao ser humano, e o estudo dos eventos ocorridos ao longo do tempo e também no espaço. Embora o termo historiador possa ser usado para descrever tanto os profissionais quanto os amadores da área, costuma ser reservado para aqueles que obtiveram uma graduação acadêmica na disciplina. Alguns historiadores, no entanto, são reconhecidos unicamente com mérito em seu treinamento e experiência no campo.

## Objetividade
Durante o julgamento, na Inglaterra, de Irving versus Penguin Books e Lipstadt, tornou-se evidente que o tribunal precisava identificar o que era um "historiador objetivo" na mesma linha que a pessoa razoável, e uma reminiscência do padrão tradicionalmente usado na lei inglesa de "o homem em o ônibus de Clapham". Isso foi necessário para que houvesse um referencial jurídico para comparar e contrastar os estudos de um historiador objetivo contra os métodos ilegítimos empregados por David Irving, pois antes do julgamento de Irving versus Penguin Books e Lipstadt, não havia precedente legal para o que constituiu um historiador objetivo.
O juiz Gray apoiou-se fortemente na pesquisa de uma das testemunhas especializadas, Richard J. Evans, que comparou a distorção ilegítima da prática do registro histórico por negadores do holocausto com metodologias históricas estabelecidas.
Ao resumir o julgamento de Gray, em um artigo publicado no Yale Law Journal, Wendie E. Schneider destila esses sete pontos para o que ele quis dizer com um historiador objetivo: 

1. O historiador deve tratar as fontes com reservas apropriadas;
2. O historiador não deve descartar as contra-evidências sem consideração acadêmica;
3. O historiador deve ser imparcial no tratamento das evidências e evitar a "seleção seletiva";
4. O historiador deve indicar claramente qualquer especulação;
5. O historiador não deve traduzir documentos incorretamente ou enganar omitindo partes de documentos;
6. O historiador deve pesar a autenticidade de todos os relatos, não apenas aqueles que contradizem sua visão preferida; e
7. O historiador deve levar em consideração os motivos dos atores históricos.

Schneider usa o conceito de "historiador objetivo" para sugerir que isso poderia ser um auxílio na avaliação do que torna um historiador adequado como testemunha especialista segundo o padrão Daubert nos Estados Unidos. Schneider propôs isso porque, em sua opinião, Irving não poderia ter passado nos testes padrão de Daubert a menos que um tribunal recebesse "grande ajuda dos historiadores".
Schneider propõe que, ao testar um historiador contra os critérios do "historiador objetivo", então, mesmo que um historiador tenha visões políticas específicas (e ela dá um exemplo de testemunho de um historiador bem qualificado que foi desconsiderado por um tribunal dos Estados Unidos porque ele foi membro de um grupo feminista), desde que o historiador use os padrões do "historiador objetivo", ele ou ela é um "historiador consciencioso". Foi o fracasso de Irving como um "historiador objetivo" e não suas visões de direita que o levou a perder seu caso de difamação, já que um "historiador consciencioso" não teria "deliberadamente deturpado e manipulado evidências históricas" para apoiar suas visões políticas. O julgamento foi encerado em 11 de abril de 2000.

## Análise histórica
O processo de análise histórica envolve investigação e análise de ideias concorrentes, fatos e fatos supostos para criar narrativas coerentes que explicam "o que aconteceu" e "por que ou como aconteceu". A análise histórica moderna geralmente se baseia em outras ciências sociais, incluindo economia, sociologia, política, psicologia, antropologia, filosofia e linguística. Embora os escritores antigos normalmente não compartilhem as práticas históricas modernas, seu trabalho continua valioso por suas percepções dentro do contexto cultural da época. Uma parte importante da contribuição de muitos historiadores modernos é a verificação ou rejeição de relatos históricos anteriores por meio da revisão de fontes recém-descobertas e estudos recentes ou por meio de disciplinas paralelas como a arqueologia.

### Crítica das fontes
Existem questões clássicas que servem para julgar uma fonte documental, ou seja, para criticá-la: quando a fonte foi produzida? Onde foi produzida? Quem a produziu? De que material preexistente foi produzida? Que forma original foi produzida? E qual é o valor probatório de seu conteúdo?
As quatro primeiras são conhecidos como "grandes críticas"; a quinta, "críticas menores"; as grandes e as menores críticas são chamadas de "crítica externa". A sexta e última é chamado de "crítica interna".

## Historiografia

### Antiguidade

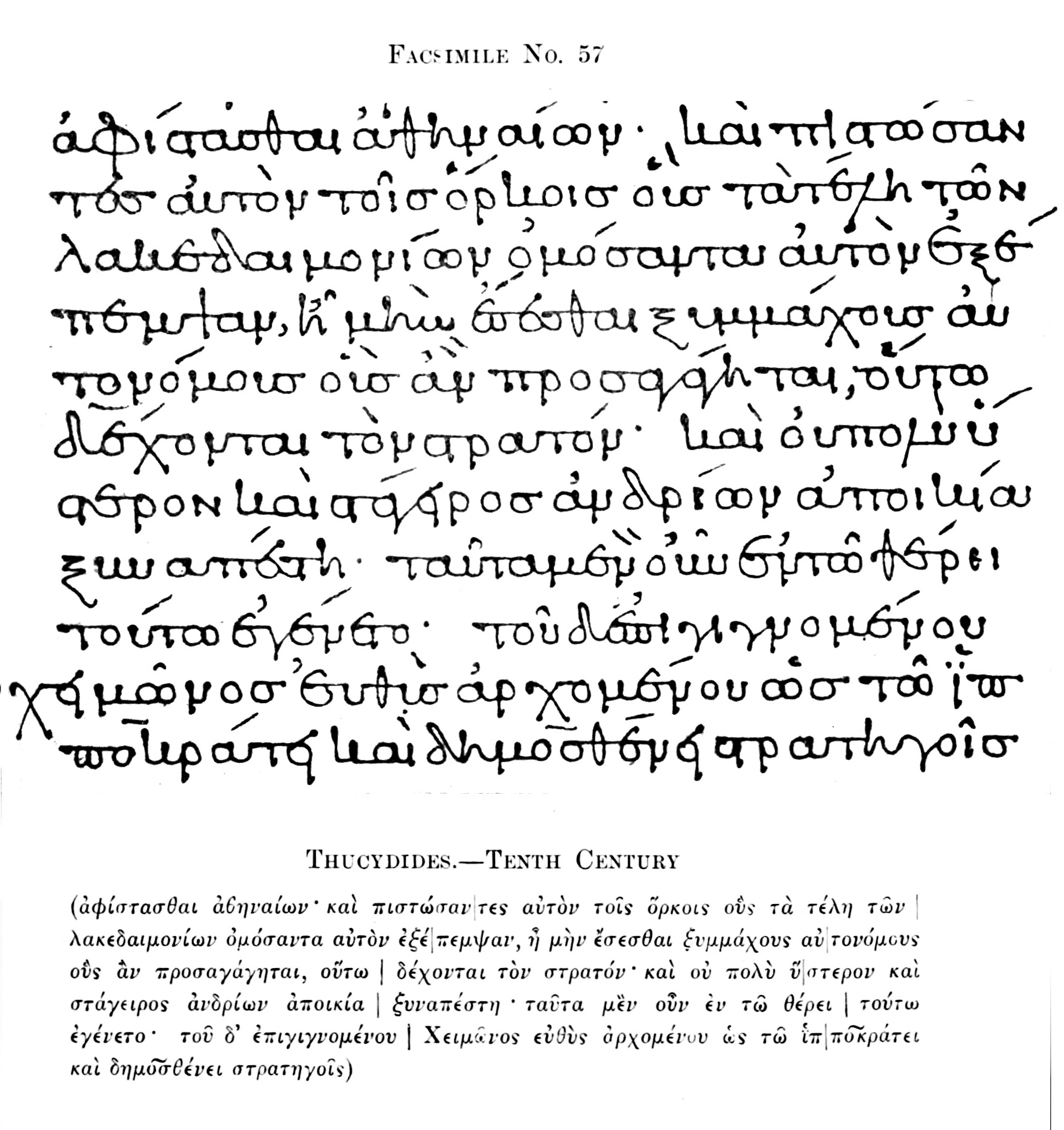
A reprodução de parte de uma cópia do século II de Tucídides de História da Guerra do Peloponeso

Compreender o passado parece ser uma necessidade humana universal, e contar a história surgiu de forma independente em civilizações de todo o mundo. O que constitui a história é uma questão filosófica (ver filosofia da história). As primeiras cronologias datam da Mesopotâmia e do antigo Egito, embora nenhum escritor histórico dessas civilizações primitivas fosse conhecido pelo nome.
O pensamento histórico sistemático surgiu na Grécia antiga, um desenvolvimento que se tornou uma influência importante na escrita da história em outras partes da região mediterrânea. As primeiras obras históricas críticas conhecidas foram As Histórias, compostas por Herodoto de Halicarnasso (484–425 a.C.), que mais tarde se tornou conhecido como o "pai da história" (Cicero). Heródoto tentou distinguir entre relatos mais e menos confiáveis e conduziu pesquisas pessoalmente, viajando extensivamente, dando relatos escritos de vários relatos das culturas do Mediterrâneo. Embora a ênfase geral de Heródoto estivesse nas ações e no caráter dos homens, ele também atribuiu um papel importante à divindade na determinação dos eventos históricos. Tucídides eliminou a causalidade divina em seu relato da guerra entre Atenas e Esparta, estabelecendo um elemento racionalista que estabeleceu um precedente para os subsequentes escritos históricos ocidentais. Ele também foi o primeiro a distinguir entre a causa e as origens imediatas de um evento, enquanto seu sucessor Xenofonte (c. 431–355 a.C.) introduziu elementos autobiográficos e estudos de caráter em sua Anábase.

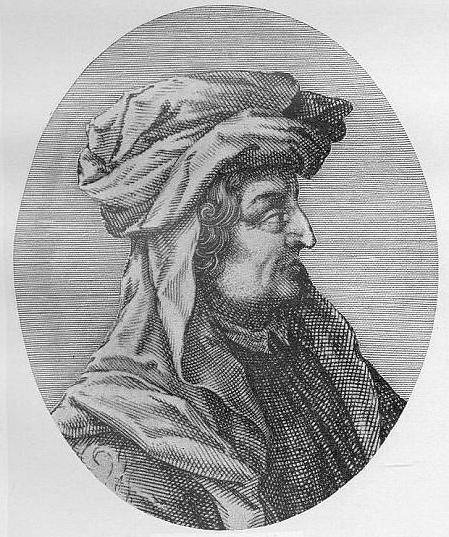
Leonardo Bruni (c.1370–1444), o historiador que primeiro dividiu a história nas três eras da Antiguidade, Idade Média e Época Moderna

Os romanos adotaram a tradição grega. Embora as primeiras obras romanas ainda fossem escritas em grego, as Origens, compostas pelo estadista romano Catão, o Velho (234–149 a.C.), foram escritas em latim, em um esforço consciente para neutralizar a influência cultural grega. Estrabão (63 a.C.–24 d.C.) foi um expoente importante da tradição greco-romana de combinar geografia com a história, apresentando um histórico descritivo dos povos e lugares conhecidos para sua época. Tito Lívio (59 a.C.–17 d.C.) registra a ascensão de Roma de cidade-estado a império. Sua especulação sobre o que teria acontecido se Alexandre, o Grande marcha-se contra Roma representa o primeiro exemplo conhecido de história alternativa.
Na historiografia chinesa, o Clássico da História é um dos Cinco Clássicos dos textos clássicos chineses e uma das primeiras narrativas da China. Os Anais da Primavera e do Outono, a crônica oficial do Estado de Lu cobrindo o período de 722 a 481 AEC, estão entre os primeiros textos históricos chineses sobreviventes organizados com base em princípios analíticos. Sima Qian (cerca de 100 a.C.) foi o primeiro na China a lançar as bases para a escrita histórica profissional. Seu trabalho escrito foi o Shiji (Registros do Grande Historiador), uma conquista monumental ao longo da vida na literatura. Seu escopo se estende desde o século XVI a.C., e inclui muitos tratados sobre assuntos específicos e biografias individuais de pessoas proeminentes e também explora a vida e os feitos de plebeus, contemporâneos e de épocas anteriores.

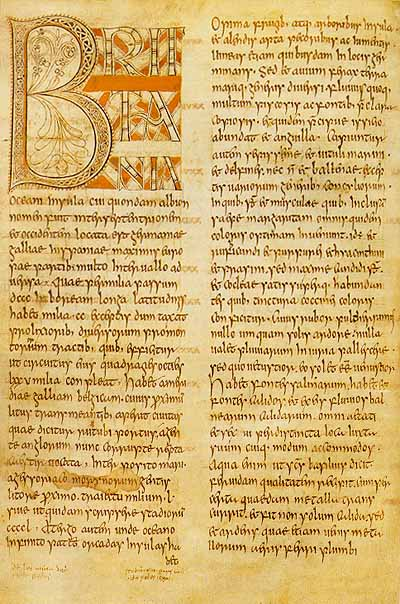
Uma página de História Eclesiástica do Povo Inglês de Beda

A historiografia cristã começou cedo, talvez já em Atos de Lucas, que é a fonte primária para a Era Apostólica. Escrever história era popular entre os monges cristãos e o clero na Idade Média. Eles escreveram sobre a história de Jesus Cristo, da Igreja e de seus patronos, a história dinástica dos governantes locais. No início da Idade Média, a escrita histórica frequentemente tomava a forma de anais ou crônicas registrando eventos ano após ano, mas esse estilo tendia a dificultar a análise de eventos e causas. Um exemplo desse tipo de escrita são as Crônicas Anglo-Saxônicas, que foram o trabalho de vários escritores diferentes: foi iniciado durante o reinado de Alfredo, o Grande, no final do século IX, mas uma cópia ainda estava sendo atualizada em 1154.
Os escritos históricos muçulmanos começaram a se desenvolver no século VII, com a reconstrução da vida do Profeta Maomé nos séculos após sua morte. Com numerosas narrativas conflitantes sobre Maomé e seus companheiros de várias fontes, os estudiosos tiveram que verificar quais fontes eram mais confiáveis. Para avaliar essas fontes, eles desenvolveram várias metodologias, como a ciência da biografia, a ciência do hadith e o Isnad (cadeia de transmissão). Posteriormente, eles aplicaram essas metodologias a outras figuras históricas da civilização islâmica. Historiadores famosos nesta tradição incluem Urua ibne Zobair (d. 712), Uabe ibne Munabi (d. 728), ibne Ixaque (d. 761), Uaquidi (745–822), ibne Hixame (d. 834), Albucari (810–870) e ibne Hajar de Ascalão (1372–1449).

### Iluminismo
Durante a era do Iluminismo, teve início o desenvolvimento moderno da historiografia por meio da aplicação de métodos escrupulosos.

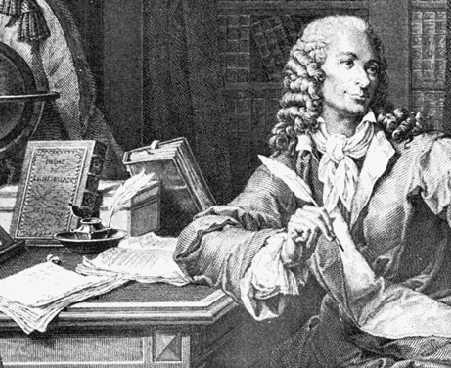
As obras de história de Voltaire são um excelente exemplo de como escrever a história da era do Iluminismo. Pintura de Pierre Charles Baquoy

O filosofo francês Voltaire (1694–1778) teve uma enorme influência na arte de escrever história. Suas histórias mais conhecidas são The Age of Louis XIV (1751) e Essay on the Customs and the Spirit of the Nations (1756). "Meu principal objetivo", escreveu ele em 1739, "não é história política ou militar, é a história das artes, do comércio, da civilização — em uma palavra — da mente humana". Ele rompeu com a tradição de narrar eventos diplomáticos e militares e enfatizou os costumes, a história social e as conquistas nas artes e nas ciências. Ele foi o primeiro estudioso a fazer uma tentativa séria de escrever a história do mundo, eliminando estruturas teológicas e enfatizando a economia, a cultura e a história política.

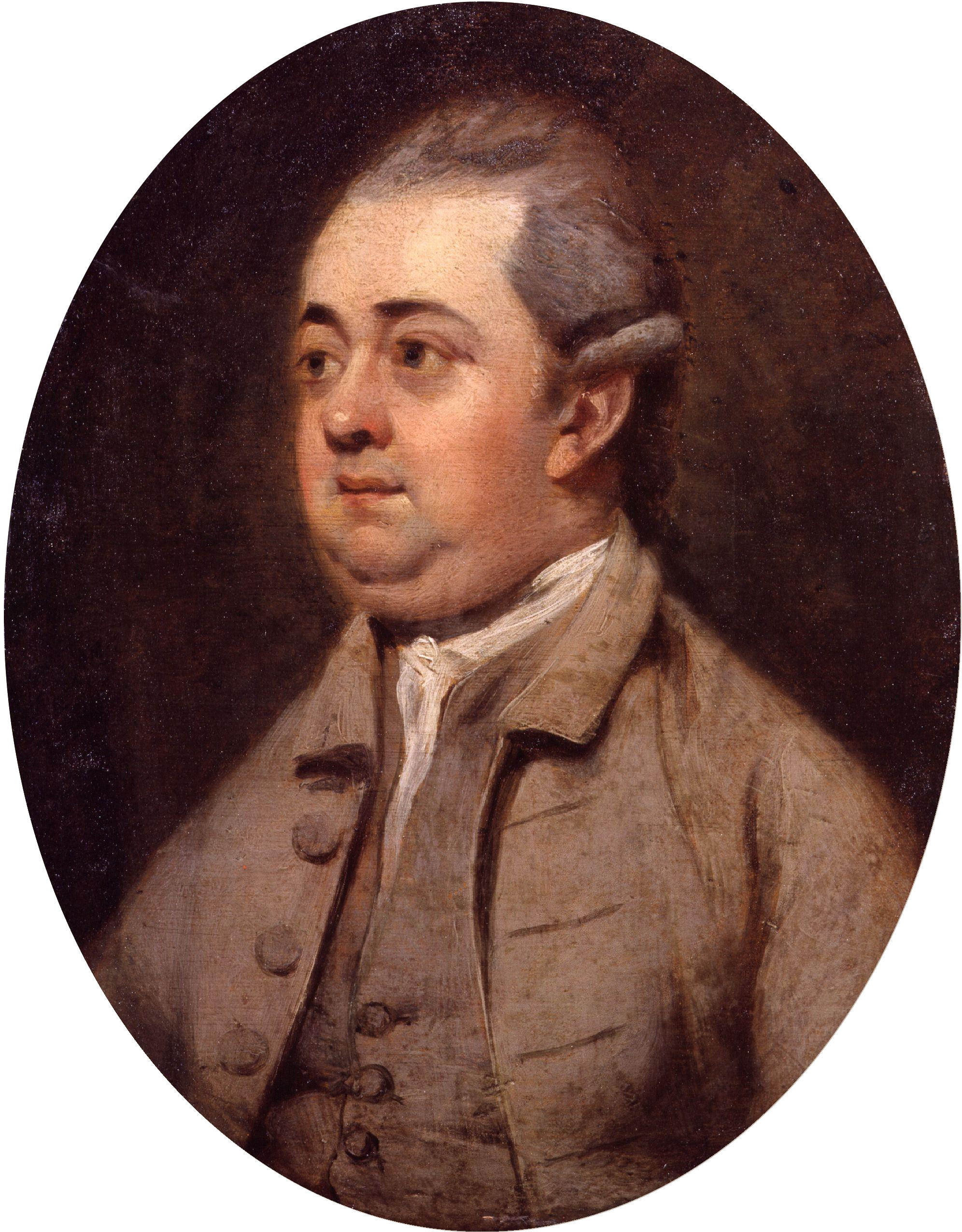
Edward Gibbon: seu Declínio do Império Romano (1776) foi uma obra-prima da tarde escrever a história do século XVIII

Ao mesmo tempo, o filósofo David Hume estava tendo um impacto semelhante na história da Grã-Bretanha. Em 1754, ele publicou a História da Inglaterra, uma obra de seis volumes que se estendeu da Invasão de Júlio César à Revolução em 1688. Hume adotou um escopo semelhante a Voltaire em sua história; bem como a história dos reis, parlamentos e exércitos, ele examinou a história da cultura, incluindo literatura e ciência, também. William Robertson, um historiador escocês, e o Historiographer Royal publicaram a História da Escócia 1542–1603, em 1759 e sua obra mais famosa, A história do reinado de Carlos Vem 1769. Sua bolsa de estudos foi árdua para a época e ele foi capaz de acessar um grande número de fontes documentais que não haviam sido estudadas anteriormente. Ele também foi um dos primeiros historiadores a compreender a importância das ideias gerais e universalmente aplicáveis na formação de eventos históricos.
O ápice da história do Iluminismo foi alcançado com a obra monumental de seis volumes de Edward Gibbon: The History of the Decline and Fall of the Roman Empire, publicada em 17 de fevereiro de 1776. Devido à sua objetividade relativa e uso pesado de fontes primárias, em a época em que sua metodologia se tornou um modelo para historiadores posteriores. Isso levou Gibbon a ser chamado de "historiador moderno". O livro vendeu de forma impressionante, seu autor teve um ganho de cerca de £ 9 000. O biógrafo Leslie Stephen escreveu que, a partir de então, "Sua fama foi tão rápida quanto duradoura".

### Século XIX
Os tumultuosos eventos em torno da Revolução Francesa inspiraram grande parte da historiografia e da análise do início do século XIX. O interesse na Revolução Gloriosa de 1688 também foi reacendido pela Lei da Grande Reforma de 1832 na Inglaterra.
Thomas Carlyle publicou sua magnum opus, os três volumes The French Revolution: A History em 1837. O trabalho resultante tinha uma paixão nova para a escrita histórica. Thomas Macaulay produziu sua obra mais famosa da história, The History of England from the Accession of James the Second, in 1848. Seus escritos são famosos por sua prosa vibrante e por sua ênfase confiante, às vezes dogmática, em um modelo progressista da história britânica, segundo o qual o país jogou fora a superstição, autocracia e confusão para criar uma constituição equilibrada e uma cultura voltada para o futuro combinada com a liberdade de crença e expressão. Esse modelo de progresso humano foi chamado de interpretação Whig da história.

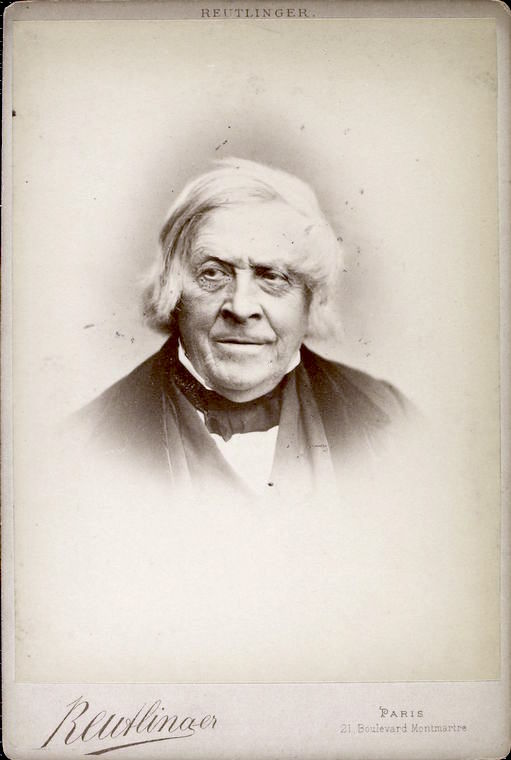
Jules Michelet, mais tarde em sua carreira

Em sua obra principal, Histoire de France, o historiador francês Jules Michelet cunhou o termo Renascimento, como um período da história cultural da Europa que representou uma ruptura com a Idade Média, criando uma compreensão moderna da humanidade e seu lugar no mundo. A obra de dezenove volumes cobriu a história da França desde Carlos Magno até a eclosão da Revolução. Michelet foi um dos primeiros historiadores a transferir a ênfase da história para as pessoas comuns, em vez dos líderes e instituições do país. Outro importante historiador francês do período foi Hippolyte Taine. Ele foi a principal influência teórica do naturalismo francês, um grande defensor do positivismo sociológico e um dos primeiros praticantes da crítica historicista. Diz-se que o historicismo literário como movimento crítico se originou com ele.
Um dos principais progenitores da história da cultura e da arte foi o historiador suíço Jacob Burckhardt A obra mais conhecida de Burckhardt é The Civilization of the Renaissance in Italy (1860). Segundo John Lukacs, ele foi o primeiro mestre da história cultural, que busca descrever o espírito e as formas de expressão de uma determinada época, de um determinado povo ou de um determinado lugar. Em meados do século XIX, os estudiosos começaram a analisar a história da mudança institucional, particularmente o desenvolvimento do governo constitucional. Constitutional History of England (3 vols., 1874–78) de William Stubbs foi uma influência importante neste campo em desenvolvimento. A obra traçou o desenvolvimento da constituição inglesa desde as invasões teutônicas da Grã-Bretanha até 1485 e marcou um passo distinto no avanço do aprendizado histórico inglês.
Karl Marx introduziu o conceito de materialismo histórico no estudo do desenvolvimento histórico mundial. Em sua concepção, as condições econômicas e os modos de produção dominantes determinavam a estrutura da sociedade naquele ponto. Historiadores anteriores haviam se concentrado nos eventos cíclicos de ascensão e declínio de governantes e nações. Processo de nacionalização da história, como parte dos avivamentos nacionais no século XIX, resultou na separação da história "própria" da história universal comum por tal forma de perceber, compreender e tratar o passado que construiu a história como história de uma nação. Uma nova disciplina, sociologia, surgiu no final do século XIX e analisou e comparou essas perspectivas em uma escala maior.

### Profissionalização na Alemanha

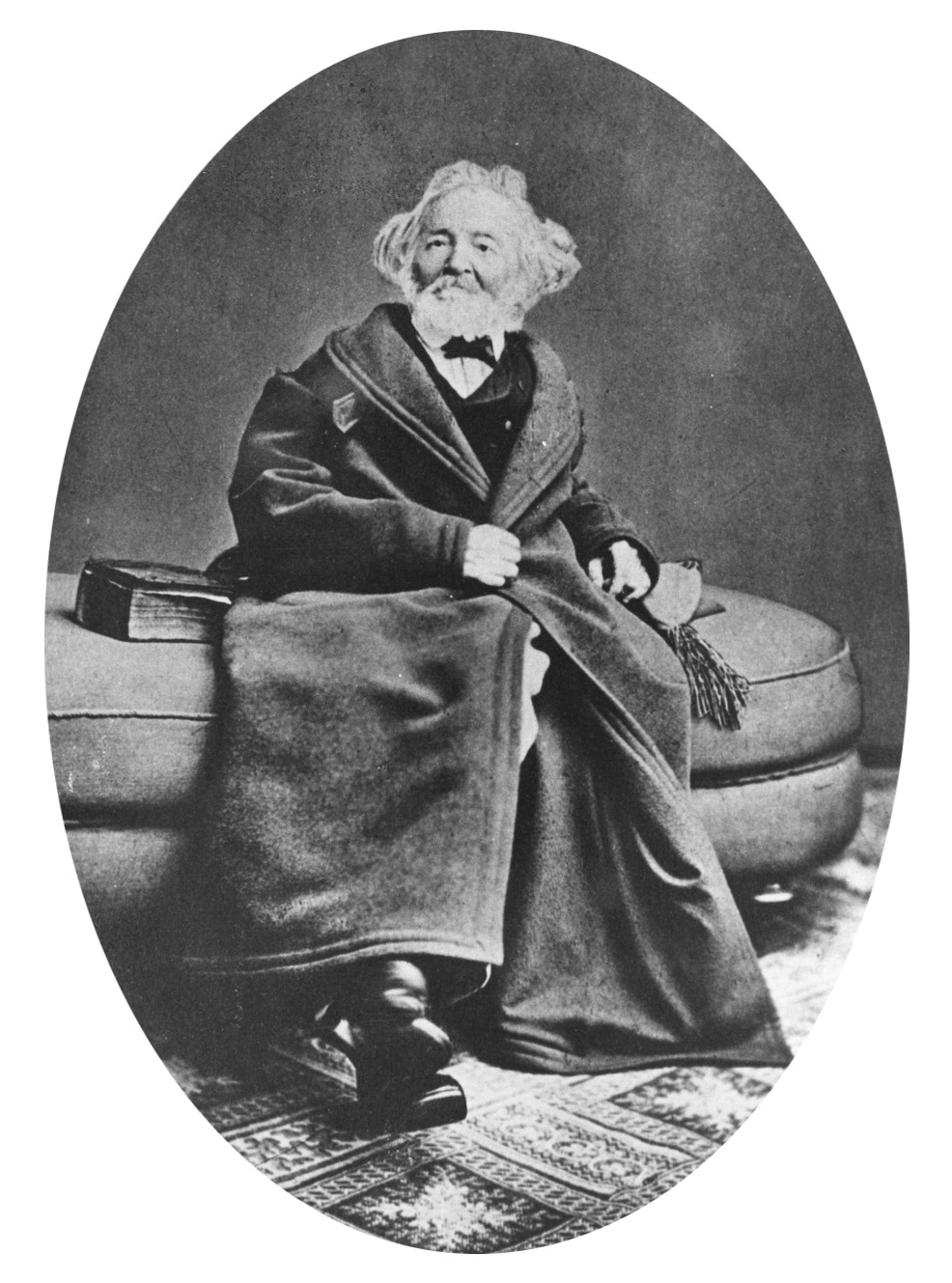
Ranke estabeleceu a história como uma disciplina acadêmica profissional na Alemanha

O estudo acadêmico moderno da história e os métodos da historiografia foram pioneiros nas universidades alemãs do século XIX. Leopold von Ranke foi uma influência fundamental nesse sentido, e é considerado o fundador da história moderna baseada na fonte.
Especificamente, ele implementou o método de ensino do seminário em sua sala de aula e se concentrou na pesquisa arquivística e na análise de documentos históricos. Começando com seu primeiro livro em 1824, a História dos povos latinos e teutônicos de 1494 a 1514, Ranke usou uma variedade incomum de fontes para um historiador da época, incluindo "memórias, diários, missivas pessoais e formais, documentos governamentais, despachos diplomáticos e relatos em primeira mão de testemunhas oculares ". Ao longo de uma carreira que se estendeu por grande parte do século, Ranke estabeleceu os padrões para grande parte da escrita histórica posterior, introduzindo ideias como a confiança em fontes primárias (empirismo), uma ênfase na história narrativa e especialmente na política internacional (aussenpolitik). As fontes tiveram que ser difíceis, não especulações e racionalizações. Seu credo era escrever história do jeito que ela era. Ele insistiu em fontes primárias com autenticidade comprovada.

### Século XIX
O termo história Whig foi cunhado por Herbert Butterfield em seu curto livro The Whig Interpretation of History em 1931 (uma referência aos Whigs britânicos, defensores do poder do Parlamento) para se referir à abordagem da historiografia que apresenta o passado como uma inevitável progressão em direção a cada vez mais liberdade e esclarecimento, culminando em formas modernas de democracia liberal e monarquia constitucional. Em geral, os historiadores Whig enfatizaram a ascensão do governo constitucional, das liberdades pessoais e do progresso científico. O termo também foi amplamente aplicado em disciplinas históricas fora da história britânica (a história da ciência, por exemplo) para criticar qualquer narrativa teleológica (ou direcionada a um objetivo), baseada em heróis e transhistórica. O antídoto de Butterfield para a história Whig era "... evocar uma certa sensibilidade em relação ao passado, a sensibilidade que estuda o passado 'para o bem do passado', que se deleita no concreto e no complexo, que 'se esvai ao encontro do passado', que busca' dessemelhanças entre o passado e o presente'". A formulação de Butterfield recebeu muita atenção, e o tipo de escrito histórico contra o qual ele argumentou em termos generalizados não é mais academicamente respeitável.

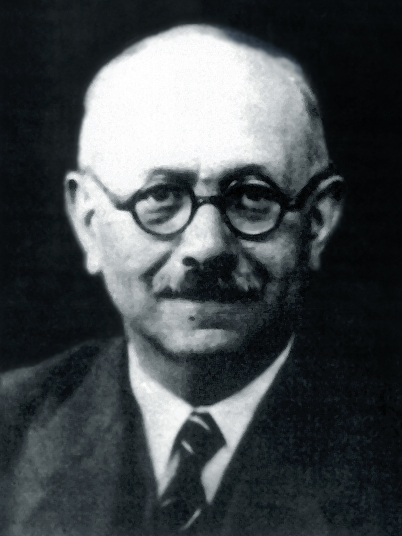
O século XX viu a criação de uma grande variedade de abordagens historiográficas. O foco de Marc Bloch na história social, em vez da história política tradicional, teve uma influência tremenda

A French Annales School mudou radicalmente o foco da pesquisa histórica na França durante o século XX, enfatizando a história social de longo prazo, ao invés de temas políticos ou diplomáticos. A escola enfatizou o uso da quantificação e a atenção especial à geografia. Um membro eminente desta escola, Georges Duby, descreveu sua abordagem da história como uma que
relegou o sensacionalista para o segundo plano e relutou em dar um relato simples dos acontecimentos, mas se esforçou, ao contrário, para propor e resolver problemas e, negligenciando os distúrbios de superfície, para observar a evolução de longo e médio prazo da economia, sociedade e civilização.
A historiografia marxista se desenvolveu como uma escola de historiografia influenciada pelos princípios principais do marxismo, incluindo a centralidade da classe social e as restrições econômicas na determinação dos resultados históricos. Friedrich Engels escreveu The Condition of the Working Class in England em 1844, que se destacou na criação do ímpeto socialista na política britânica a partir de então, por exemplo, Fabian Society. e The Agrarian Problem in the Sixteenth Century (1912) e Religion and the Rise of Capitalism (1926) de R. H. Tawney, refletiu suas preocupações éticas e preocupações na história econômica. Um círculo de historiadores dentro do Partido Comunista da Grã-Bretanha (PCGB) formou-se em 1946 e tornou-se um grupo altamente influente de historiadores marxistas britânicos, que contribuíram para a história a partir de baixo e para a estrutura de classes da sociedade capitalista inicial. Os membros incluíram Christopher Hill, Eric Hobsbawm e E. P. Thompson. A história mundial, como um campo distinto de estudo histórico, emergiu como um campo acadêmico independente na década de 1980. Concentrou-se no exame da história de uma perspectiva global e procurou padrões comuns que surgiram em todas as culturas. O estudo de história de dez volumes de Arnold J. Toynbee, escrito entre 1933 e 1954, foi uma influência importante neste campo em desenvolvimento. Ele fez uma abordagem tópica comparativa para civilizações independentes e demonstrou que elas exibiam paralelos notáveis em sua origem, crescimento e decadência. William H. McNeill escreveu The Rise of the West (1965) para melhorar Toynbee, mostrando como as civilizações separadas da Eurásia interagiram desde o início de sua história, emprestando habilidades críticas umas das outras e, assim, precipitando ainda mais mudanças, à medida que o ajuste entre o antigo e o novo conhecimento tradicional e o novo conhecimento e a prática emprestados tornou-se necessário.